# Saint-Malo-des-Trois-Fontaines

Saint-Malo-des-Trois-Fontaines este o comună în departamentul Morbihan, Franța. În 1 ianuarie 2022 avea o populație de 562 de locuitori.